# 高濃度血小板血漿
高濃度血小板血漿（英語：Platelet-rich plasma）（PRP），又稱富血小板血漿，是取全血經離心移除紅血球，成為富含血小板的血漿蛋白濃縮液。截至2016年，支持其益處的證據很少。截至2019年，（在美國）每次注射的費用通常為500至2,000美元。

## 醫學用途
高濃度血小板血漿已用在慢性肌腱炎、骨關節炎、或口腔頜面外科和整形外科研究治療的領域中，但截至2016年，支持其益處的證據很少。
研究未發現高濃度血小板血漿能有效治療旋轉袖疾病。初步證據支持其可用於膝骨關節炎。
2009年的綜述文章表示少有隨機對照試驗能充分評估高濃度血小板血漿治療的安全性和有效性，其結論認為高濃度血小板血漿用於關節、肌腱、韌帶、肌肉等損傷是一種有潛力但尚未得到證實的治療選擇。與其他免手術骨科疾病的保守治療（例如足底筋膜炎的類固醇注射）相比，研究證據不支持高濃度血小板血漿作為保守治療。2018年的綜述發現高濃度血小板血漿仍缺乏證據能有效治療跟腱病變。
2010年考科藍綜述未發現高濃度血小板血漿能有益於植牙過程的鼻竇增高術。2013年的綜述指出需要更多證據才能確認高濃度血小板血漿對毛髮再生是否有效。
2014年考科藍綜述表示舒緩肌肉骨骼損傷短期疼痛的證據非常薄弱，對短期、中期、長期的身體功能均無助益。有薄弱的證據顯示比對已治療和未治療的病患，高濃度血小板血漿治療造成傷害的發生率低。2017年的綜述探討治療皮膚移植捐贈部位的疼痛，證據顯示獲益不佳。
研究未顯示高濃度血小板血漿有益於骨骼癒合。2016年的綜述回顧其應用於骨移植，發現只有一篇報告有骨質增大效果，但有四篇研究發現沒有差異。
一種名為「性高潮射擊」（英語：Orgasm shot）的作法將高濃度血小板血漿注射於陰道，聲稱可改善性高潮，但沒有證據支持這些主張。

## 不良反應
迄今為止尚無可靠文獻證明有與高濃度血小板血漿治療相關的不良反應，這可能是因為研究方法不良和不一致。2019年加拿大衛生部表示大多數自體細胞療法缺乏證據支持其有效，並且可能帶來風險，比如如果設備未妥善消毒，可引起人與人的交叉感染或潛在危險的免疫反應，他們正設法停止加拿大診所提供這類服務。

## 成分

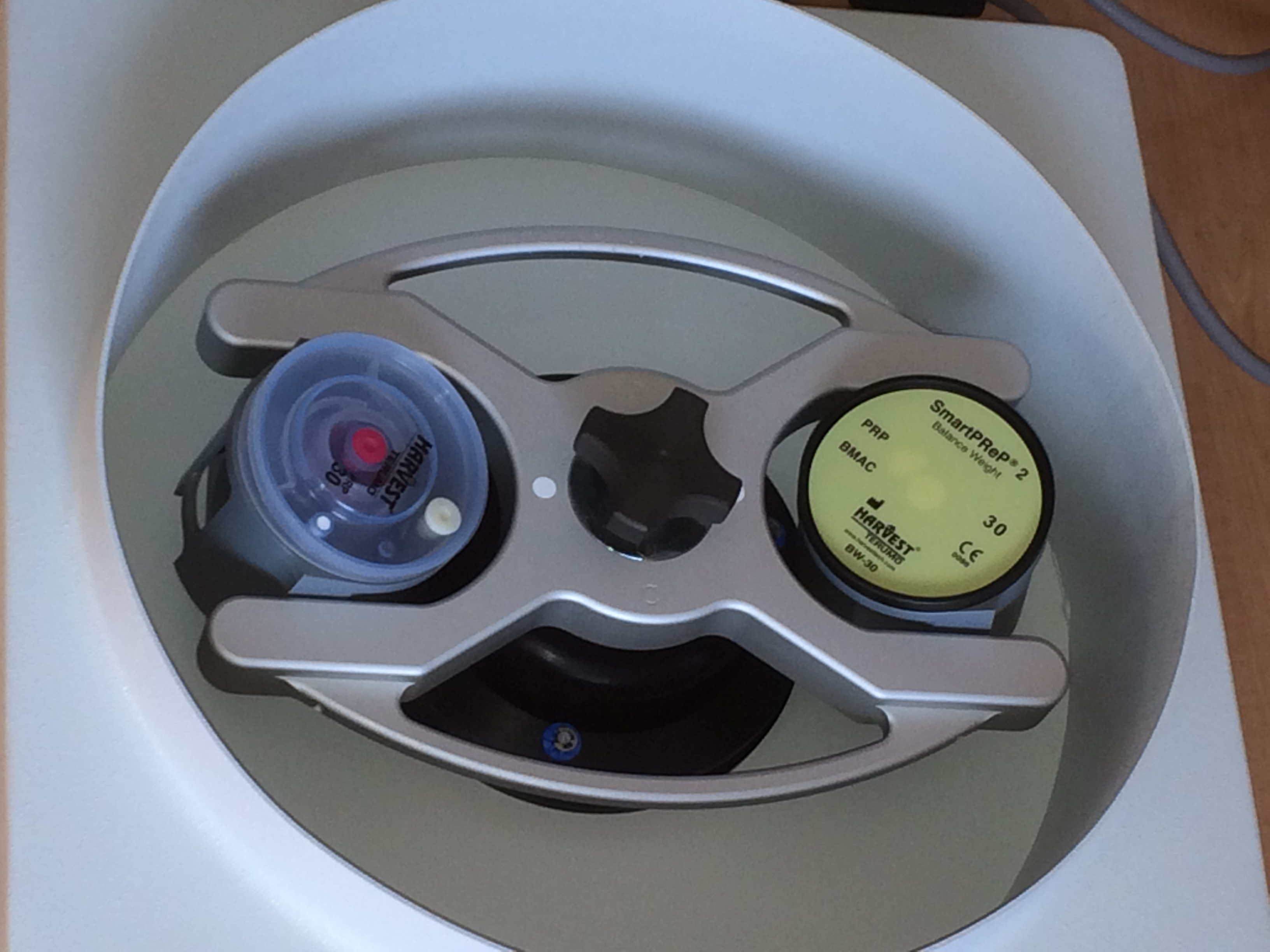
兩階段離心前，將全血置於離心機中

根據白血球和纖維蛋白含量的不同，製備的高濃度血小板血漿一般分為四類：高濃度白血球血小板血漿（L-PRP）、減白血球高濃度血小板血漿（P-PRP）、高濃度白血球血小板纖維蛋白、純高濃度血小板纖維蛋白。
生長因子對各種損傷的療效與高濃度血小板血漿的生長因子濃度是高濃度血小板血漿能否用於組織修復的理論基礎。添加凝血酶和氯化鈣可活化中收集到的血小板，從而使血小板α顆粒釋放生長因子。高濃度血小板血漿含有下列生長因子和細胞激素：
- 血小板衍生生長因子
- 乙型轉化生長因子
- 成纖維細胞生長因子
- 胰島素樣生長因子1
- 胰島素樣生長因子2（英语：Insulin-like growth factor 2）
- 血管內皮生長因子
- 表皮生長因子
- 白血球介素-8
- 角質細胞生長因子（英语：Keratinocyte growth factor）
- 結締組織生長因子（英语：CTGF）

## 製作
高濃度血小板血漿的製作是先從人體取血，再經兩階段離心，以便將高濃度血小板血漿分離出來，留下紅血球與其他血漿。通常是由提供治療的診所使用商業套件和設備來完成。製品品質因病人而異，也因設備而異，因此不易研究確認其作為特定用途時的安全性和有效性。

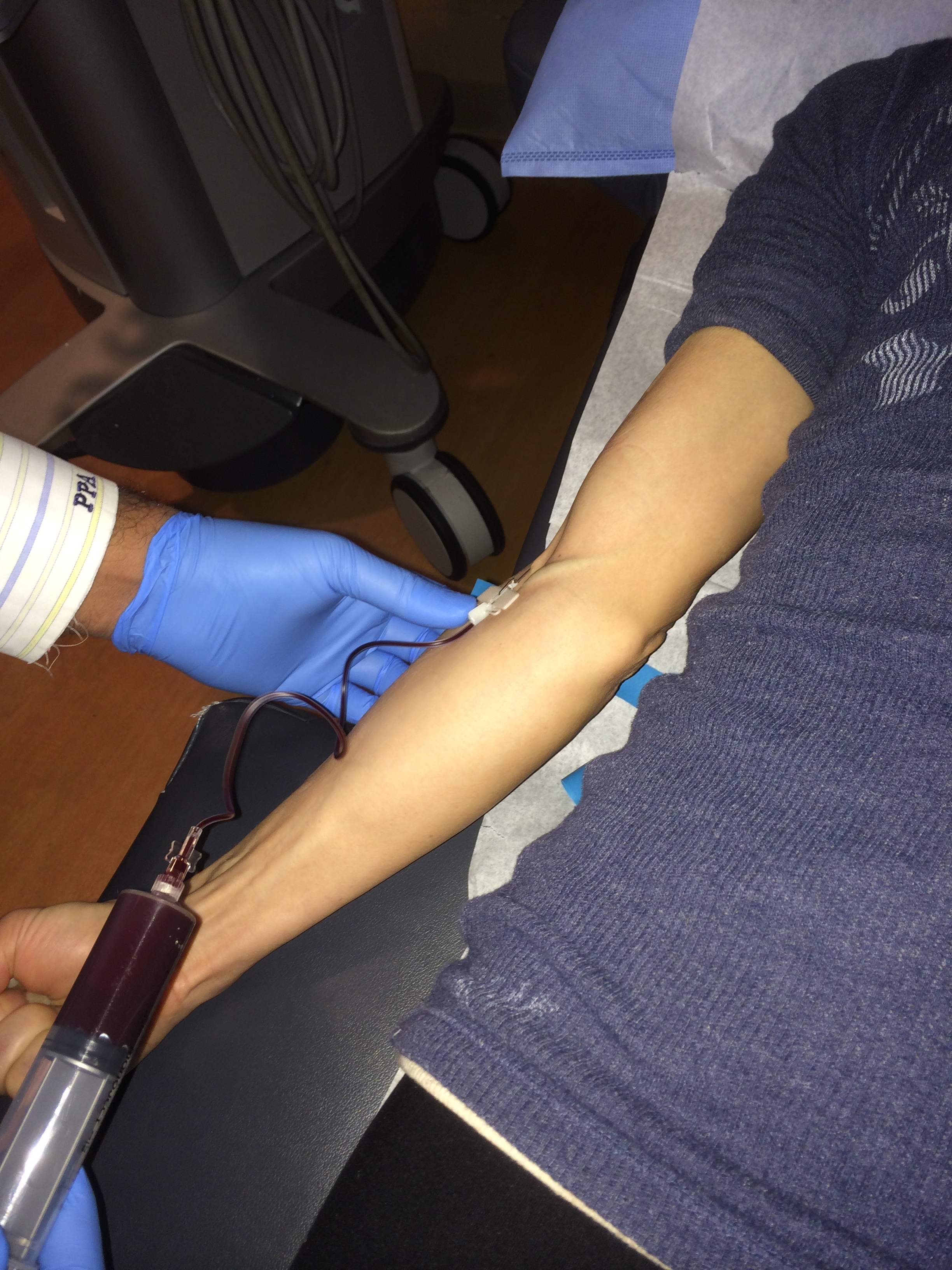
從病人身上抽血
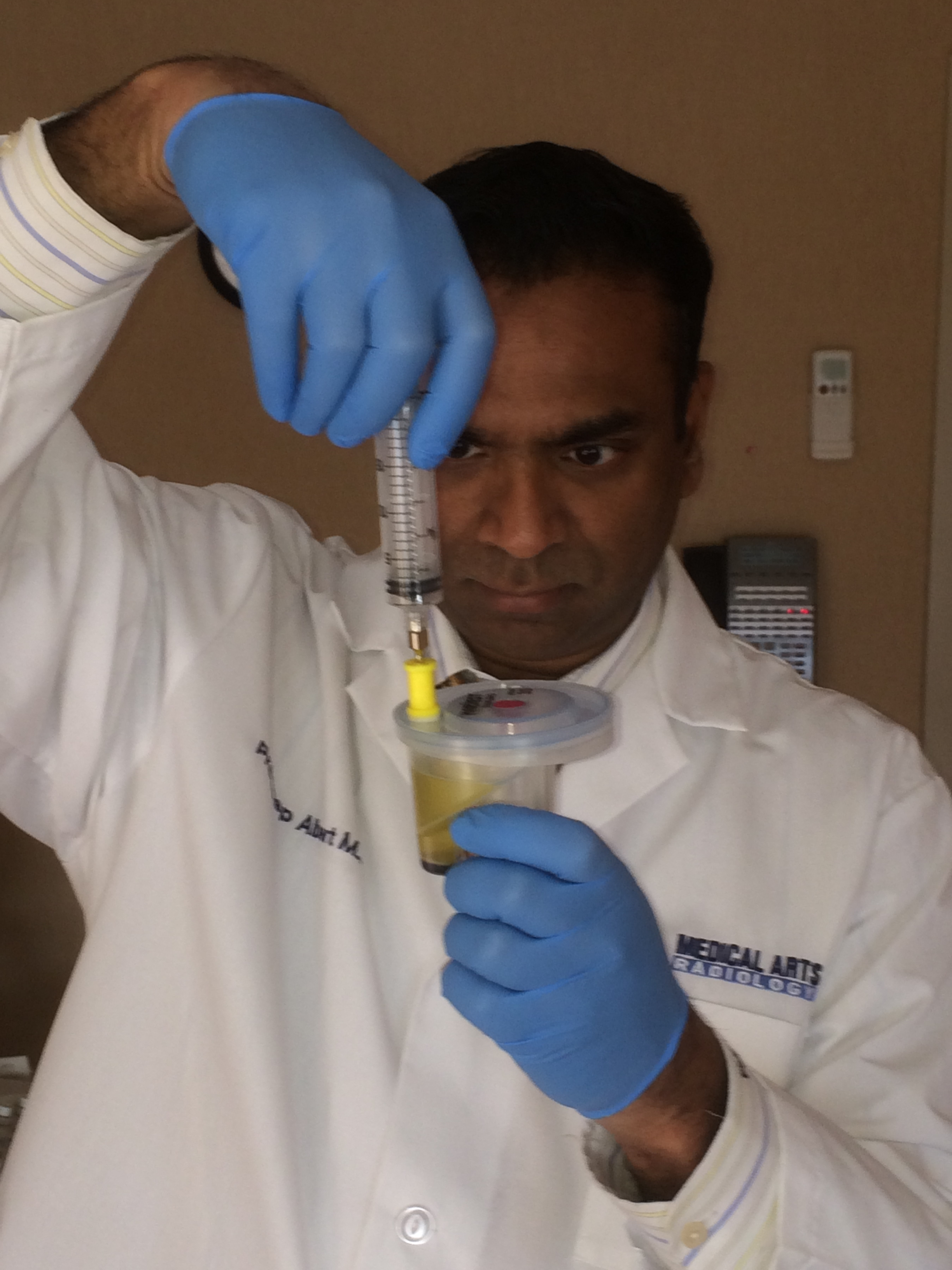
雙重離心後取出高濃度血小板血漿
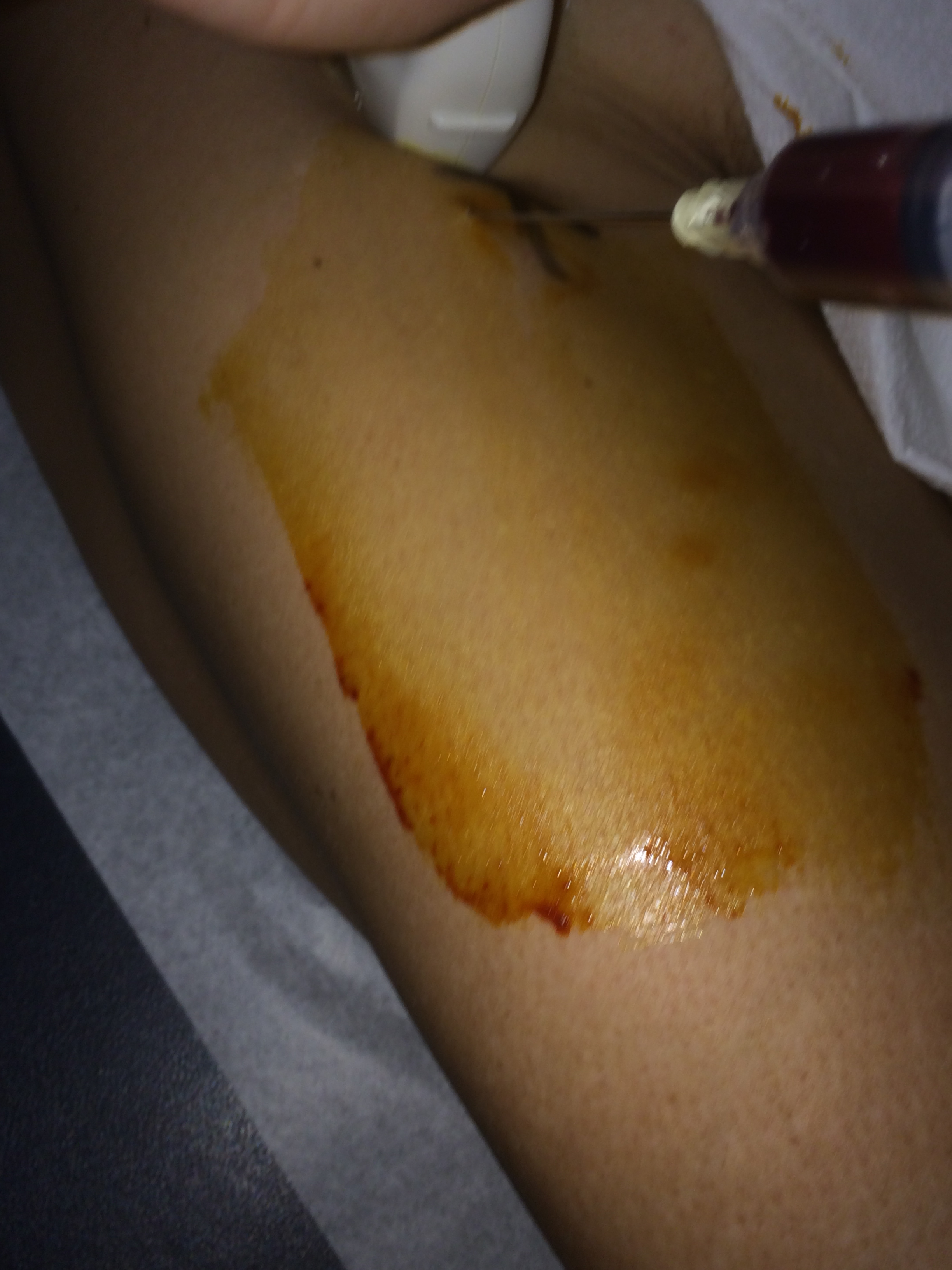
以超音波導引將高濃度血小板血漿注入患處

## 社會與文化
在美國，高濃度血小板血漿治療的自付費用開價1000美元，因為健康保險通常不給付。由於運動員的使用，高濃度血小板血漿已引起大眾媒體關注。美國食品藥品監督管理局未認可在辦公室環境（非運動環境）使用高濃度血小板血漿。
2010年代在名人代言推動下，以「吸血鬼面部調理」為名銷售具有爭議的美容方式，著重使用高濃度血小板血漿，通常（但不必然）採用微針膠原蛋白導入治療。

### 體育禁藥
高濃度血小板血漿治療是否違反體育禁藥規定，早期曾有疑慮。2010年尚不清楚局部注射高濃度血小板血漿是否會對血液循環中的細胞激素濃度產生影響，因而影響禁藥檢測，以及是否具有全身性同化作用或影響體育表現。2011年1月世界反運動禁藥機構確認缺乏證據顯示其能增進體育表現，故取消肌肉注射高濃度血小板血漿的禁令。